# Diplocephalus graecus
Diplocephalus graecus es una especie de araña araneomorfa del género Diplocephalus, familia Linyphiidae, orden Araneae. La especie fue descrita científicamente por O. Pickard-Cambridge en 1873.

## Descripción
El cuerpo del macho mide 1,5-1,9 milímetros de longitud y el de la hembra 1,8-2,2 milímetros.

## Distribución
Se distribuye por Madeira, Europa, África del Norte, Turquía e Israel.